# Empogona gossweileri
Empogona gossweileri là một loài thực vật có hoa trong họ Thiến thảo. Loài này được (S.Moore) Tosh & Robbr. mô tả khoa học đầu tiên năm 2009.